# Livø
Livø är en dansk ö, belägen i Limfjorden, med en areal på omkring 320 hektar. Den har 10 invånare (2020).
Det har bott människor på Livø redan under stenåldern vilket en del fynd av bland annat flintredskap vittnar om.  De första reguljära anteckningar som finns om ön dateras till 1200-talet där ön nämns under lite olika namn som Ligh och Lygh, senare omskrivningar har varit Leuff, Lif, Lifland och Liv.  Den danska kungen Valdemar skänkte året 1157 en by vid namn "Vitskowel" med tillhörande jordegods till cistercienserordenen. Redan året därpå grundade orden i denna by ett kloster vid namn ”Vitae Scholae” (livets skola), vilket så småningom fördanskades till "Vitskøl kloster". Området ligger strax söder om Limfjorden och Livø ingick troligen i denna gåva. Ön var i klostrets ägo till 1563 då den dåvarande kungen indrog såväl klostret som jordegodset under kronan. Härifrån såldes ön ganska snabbt vidare och blev en herrgård med namnet Bjørnsholm. Det har bedrivits uppfödning av bland annat kor, svin och får samt senare lantbruk på ön. Under 1800-talet gjordes även ett försök att starta tegelbränning. 
Ön skildes från herrgården 1850 och köptes 1911 av läkaren Christian Keller som öppnade 
"Den Kellerska Institutionen", en anstalt för mentalt retarderade kriminella män på Livø, en verksamhet som präglade ön fram till nedläggningen 1961. Ön som då var att betrakta som ett fängelse, beboddes utöver internerna (cirka 100) enbart av institutionens personal med deras familjer (omkring 100) och allmänheten var förbjuden tillträde. Institutionens interner sysselsattes med drift av ett stort lantbruk (knappt halva öns yta), djurskötsel, skogsbruk, mejeri samt i olika verkstäder. Ön var under denna period i det närmaste självförsörjande.
Ön, som är naturskyddad sedan 1977, är känd för sitt rika djurliv och är idag ett uppskattat turistmål. Det finns möjligheter att övernatta, antingen genom att campa eller att hyra in sig på det vandrarhem som inrättats i de befintliga byggnader. I naturen på Livø finns dovhjort, rådjur, räv, hare, mård samt en stor sälkoloni..
Den östliga och sydliga delen av ön är lågland med en bred strandvall som fortsätter söderöver och övergår i den cirka 3 km långa trådsmala udden Liv Tap.

## Källhänvisningar
1. ↑  Danmarks statistik
2. 1 2 3 4 5  ”Livø Limfjorden”. Miljøministeriet, Naturstyrelsen Danmark. Arkiverad från originalet den 25 november 2012. https://web.archive.org/web/20121125124615/http://www.naturstyrelsen.dk/Udgivelser/Vandretursfoldere/atilaa/Livoe.htm. Läst 5 januari 2013.
3. ↑  ”Historien om Livø - find spændende fortællinger om Livø her” (på danska). Livø. http://livo.dk/historien-om-livo/. Läst 22 december 2021.
4. ↑  ”Naturen på Livø er helt unik og varieret på Livø | Livø Feriecenter” (på danska). Livø. http://livo.dk/naturen-paa-livoe/. Läst 22 december 2021.